# Victoria de la vida
Victoria de la vida (en francés Victoire de la Vie) es una película documental rodada en 1937 y dirigida por Henri Cartier-Bresson, que trata sobre el desarrollo de la asistencia sanitaria, en particular sobre la sanidad infantil, por parte del gobierno de la República Española durante la guerra civil española. Fue estrenada en 1937. Describe con énfasis los logros alcanzados, pese a encontrarse en plena guerra, con respecto al inexistente sistema de sanidad infantil en los tiempos de la monarquía anterior a la segunda república.  
A pesar de que Cartier-Bresson era un artista consagrado en el mundo de la fotografía, esta película documental no tiene un carácter artístico sino militante. Cuidadosamente realizada, Victoria de la vida se creó para sostener a la España republicana y para presentar la acción de la Central Sanitaria Internacional y obtener apoyos financieros para la sanidad de guerra.  

## Sinopsis
La asistencia sanitaria a la infancia y a los cuidados que merece, a pesar de la guerra y el esfuerzo sanitario junto a la movilización conforman un segundo frente: el frente interior en el que se libra la batalla por la vida, la vida de los más débiles, los niños y los heridos necesitados de atenciones, de rehabilitación y de educación. En este frente sanitario convergen las ayudas de muchos países extranjeros coordenados por la Central Sanitaria Internacional (C.S.I). El enfoque de Henry Cartier Bresson conduce la mirada del espectador hacia los bombardeos y la destrucción desde las líneas traseras del frente, un espacio para que la vida prevalezca. Los niños, el futuro de cualquier nación, ocupan un papel preponderante como las principales víctimas de la guerra. Aparecen en colonias, en meriendas, en manifestaciones culturales y en actividades de alfabetización. La película se detiene en los puestos de socorro y su función durante los combates, en las operaciones de los quirófanos de urgencias, en los hospitales móviles y en la evacuación de los heridos con la ayuda de ambulancias y trenes sanitarios hacia los hospitales del CSI. 
Se alude en unos fotogramas filmados al apoyo que prestan los «moros» y los alemanes cuando aparece una cruz gamada y la insignia del ejército de los «moros» en las paredes de un búnker tomado al enemigo. Otros planos muestran a un soldado que aprende a leer, heridos que juegan al ajedrez, y otra secuencia rodada en el campo muestra a campesino saludando con el puño cuando tras la cosecha entregan solidariamente la mitad de la cosecha a los militares. Al final se ven a milicianos volviendo hacia el frente ya sea en camiones ya sea andando y aparece el siguiente texto sobrescrito en la pantalla: 
«Con hombres como estos, España no puede morir. El ideal para el que han entregado su sangre es un ideal de paz. Para que los niños crezcan en la alegría. Para las buenas cosechas de mañana. España tiene que vivir y España vivirá». 

## Ficha técnica
- Título: La Victoria de la vida
- Guion:
- escribiendo el comentario:
- Producción:
- País de origen: Francia
- Formato: Blanco y negro - 1,37:1 -
- Sonido mono
- Género: documental
- Música: Charles Koechlin
- Voz en off: Georges Sadoul
- Formato: 35 mm, B/N.
- Duración: 22 min 54 s.
- Fecha de lanzamiento: febrero de 1939 (Francia).